# Vlag van Knokke-Heist
De vlag van Knokke-Heist bestaat uit 3 gelijke horizontale strepen, respectievelijk geel, rood, geel van boven naar onder. In het midden op de rode band vindt men 3 witte sint-jakobsschelpen terug. De vlag is afgeleid van het wapen van Knokke-Heist, dat gebaseerd is op het wapen van Knokke.
De gemeenteraad stelde vlag en wapen vast op 23 maart 1981; de regering bekrachtigde dit op 2 februari 1982. Daarna werd ze uiteindelijk gepubliceerd op 21 april 1982 en opnieuw op 4 januari 1995 in het officiële Belgisch Staatsblad.
Officieel wordt de vlag beschreven als:
Drie even hoge banen van geel, van rood en van geel, met op het rood drie witte schelpen.
De vlag is ontworpen naar het gemeentewapen. Op de vlag wordt de zeedistel weggelaten en wordt de keper vervangen door een horizontale baan.

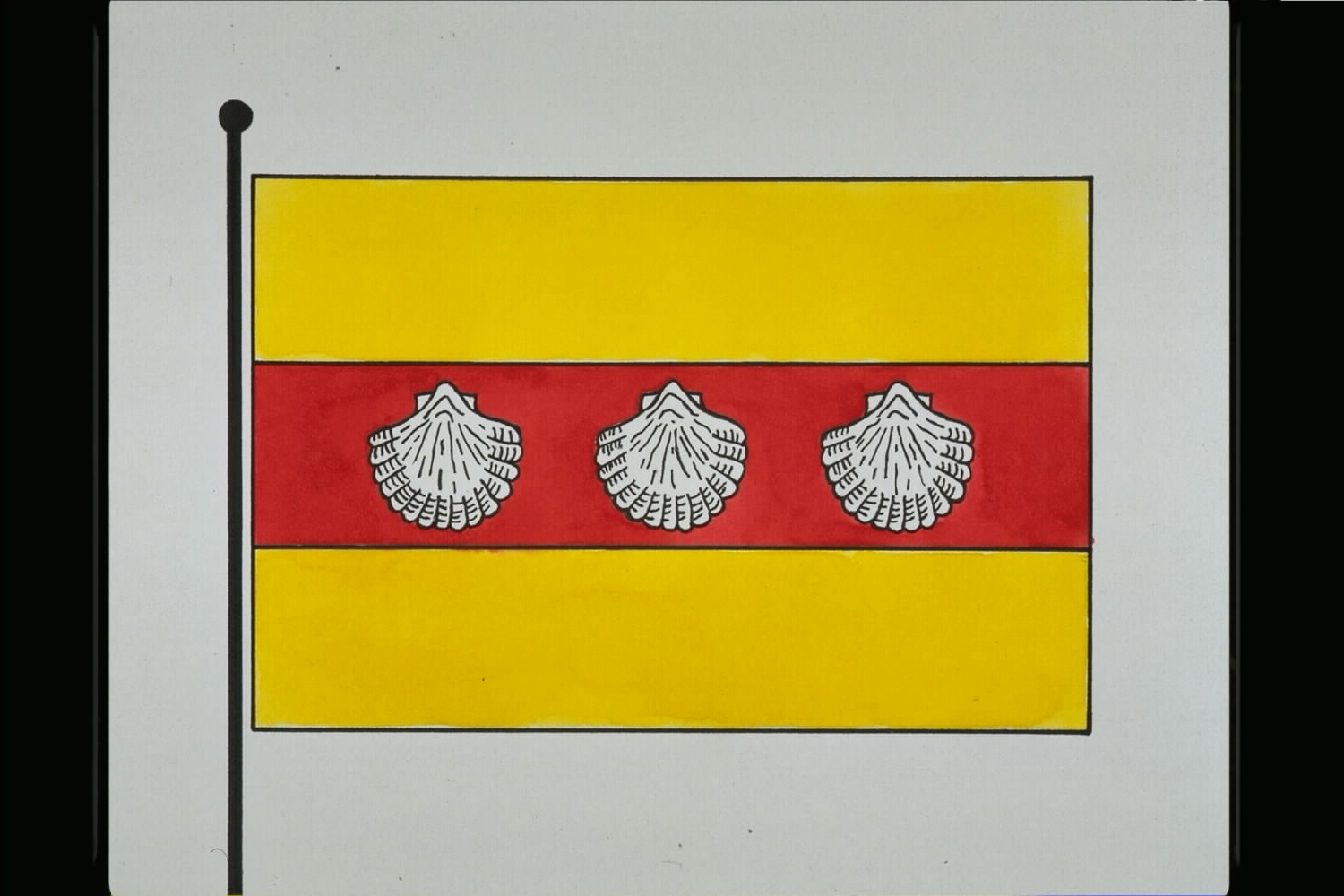
Officiële tekening van de vlag